# Cytisus elongatus
Cytisus elongatus — вид трав'янистих рослин з родини бобові (Fabaceae), поширений у Болгарії, колишній Югославії, Румунії, Франції.

## Поширення
Поширений у Болгарії, колишній Югославії, Румунії, Франції; натуралізований у Білорусі, Литві, Молдові, Калінінградській області, Україні.
В Україні вид росте у Закарпатті, дуже рідко. Вид уключено до Червоного списку Закарпатської області.